# 讀會
讀會（英語：Reading）是立法机关的一种立法程序，产生于英國西敏制的政治制度，主要是在通過一項法案或拒絕通過法案前，需要多次宣讀法案條文而得名。在该程序中，立法代表及政府代表會對法案進行辯論，並隨著辯論最終達成一致而通過法案或拒絕法案。

## 初步讀會
提交至以色列國會的私人草案不會直接進入第一讀會，而會先進入初步讀會。初步讀會決定該私人草案是否進入第一讀會。

## 三读程序
以下是三讀通過法案的大致程序，但各地的立法機關之間可能有輕微差異（如在中国大陆的立法机构中一般称“三审”）。

### 第一讀會
一讀，又稱首讀，是指法案在立法機關內首度公開，並宣讀其標題，再由提交法案的政府官員或議員解釋提交法案的目的。宣讀完成後，法案會交由立法機關內的相關委員會詳加研究，進入二讀程序。

### 第二讀會
二讀，是指議員對法案的內容展開辯論、發表意見，並可以提出修正案，再由立法機關進行表決，通過后第二次宣讀其標題。

### 第三讀會
三讀，是指對修正或無修正後的法案再次進行辯論，並進行表決，通過後第三次宣讀其標題。
三讀通過後，法案便在立法機關中正式通過，經過若干行政程序，包括刊憲之後便正式生效。

## 另見
- 議事程序